# Druga srbska vstaja
Druga srbska vstaja (srbsko Drugi srpski ustanak, turško İkinci Sırp Ayaklanması) je bila druga faza srbske revolucije proti Osmanskemu cesarstvu, ki je izbruhnila kmalu po ponovni priključitvi Srbije k Osmanskemu cesarstvu leta 1813. Okupacija se je zgodila  po porazu prve srbske vstaje (1804–1813), med katero je bila Srbija več kot desetletje de facto neodvisna država. Druga srbska vstaja je na koncu privedla do polovične neodvisnosti Srbije od Osmanskega cesarstva. Ustanovljena je bila Kneževina Srbija z lastno skupščino, ustavo in kraljevo dinastijo. De jure je bila neodvisnost dosežena leta 1878 po sklepih Berlinskega kongresa.

## Ozadje
Prva srbska vstaja (1804–1813) je bila pomembno obdobje srbske države, v katerem so si Srbi prvič po treh stoletjih vladali sami, brez nadoblasti Osmanskega cesarstva ali habsburške Avstrije. Po zatrtju vstaje leta 1813 je večina srbskih poveljnikov pobegnila v Habsburško monarhijo, vključno z Đorđem Petrovićem, vodjem prve srbske vstaje. 
V Srbiji je ostalo le nekaj poveljnikov, med njimi Miloš Obrenović in Stanoje Glavaš, ki so poskušali na diplomatski način zaščititi in deliti usodo tamkajšnjih ljudi. 
Miloš Obrenović se je predal Osmanom in prejel naziv oborknez. Osmanom se je predal tudi Stanoje Glavaš in bil postavljen za nadzornika ceste, potem pa so ga zaradi dvomov v njegovo lojalnost ubili.  Hadži Prodan Gligorijević je vedel, da ga bodo Osmani aretirali, zato je leta 1814 razglasil vstajo. Miloš Obrenović je menil, da je za upor še prezgodaj, in ga ni podprl. 
Hadži Prodanova vstaja je kmalu propadla in njen pobudnik je pobegnil v Avstrijo. Po njegovem neuspelem uporu so Osmani še bolj tlačili Srbe z visokimi davki, prisilnim delom in posilstvi. Marca 1815 so imeli Srbi več sestankov in se odločili za nov upor.

## Vstaja

### Takovski zbor
Po neuspeli Hadži Prodanovi vstaji je Sulejman Paša nadaljeval s svojim terorjem. Priprave na naslednji upor so se začele, ko je Sulejman Paša zadržal Miloša Obrenovića v Beogradu. Miloš se je osvobodil pod pretvezo, da gre zbirat denar za odkup srbskih   
Druga srbska vstaja se je začela spontano. Lokalni srbski starešine so začele pobijati Turke, ki so pobirali davke, Arsenije Loma pa je oblegal Rudnik. Na Cvetno nedeljo 11. aprila (po gregorijanskem koledarju 23. aprila) leta 1815 se je nekaj srbskih starešin zbralo v Takovu in zaprosilo Miloša Obrenovića, naj se postavi na čelo upora, kar je z obotavljanjem sprejel.

### Bitke
Oboroženi boj je trajal približno 4 mesece. Druga srbska vstaja je bila za razliko od prve vstaje že od začetka uperjena proti oblasti, ki jo je predstavljal Sulejman paša. Visoka porta je proti upornikom poslala dve vojski iz cesarstva in eno iz Smederevskega sandžaka. Vstajniki so napadli Čačak in ga oblegali štirideset dni. Miloš Obrenović je obleganje Čačka prepustil svojemu bratu Jovanu Obrenoviću, Miliću Drinčiću in Jovanu Dobrači, sam pa se je s svojo vojsko odpravil proti severu in se pri Paležu spopadel s Turki ter zmagal in zaplenil dva topa. Po bitki pri Paležu so se vstajniki povezali s srbskimi emigranti  v Avstriji. V Srbijo so se vrnili vojvode Petar Nikolajević Moler, Pavle Cukić, Stojan Čupić, Sima Katić in Sima Nenadović. 
Iz Paleža se je Obrenović usmeril proti Valjevu, ki ga je oblegal Pavle Cukić. Srbi so a svojih novih položajev zvečer trikrat ustrelili iz topa. Turki, prestrašeni zaradi velikosti srbske vojske, so se s topovi vred umaknili, in Srbi so brez boja zavzeli Valjevo. Tu so se začela prva nesoglasja med voditelji upora, saj sta Moler in Cukić od Miloša zahtevala, da si z njim razdelita oblast. Nenadović je nato zažgal Nenadovićev stolp v Valjevu. Pohod srbske vojske se je nadaljeval do  Čačka. Na Ljubiću so upornike napadli Turki, vendar so jih uporniki odbili in prečkali Zahodno Moravo in se na obali utrdili. Med turškim napadom na okope je bil ubit Tanasko Rajić, Turki pa so zaplenili  srbske topove. V bojih je padel tudi turški poveljnik Čaja Imšir Paša. Med Turki je zavladala zmeda in Miloš Obrenović jih je pri vasi Rtari potolkel. 
Po borbah se je srbska vojska povečala na okoli 12.000 mož in krenila proti Požarevcu. Na poti se je spopadla z delijami Asana delibaše in zmagala. Med boji je padel milošev svak Jovan Vukomanović. 
Po tem porazu je Porta poslala proti vstajnikom vojaške enote iz Niša in Bosne. Turška vojska je doživela poraz pri Dublju, vojska iz Niša pa pri Ljubiću.

### Konec vstaje
Oboroženi spopadi s turško vojsko niso bili tako intenzivni kot v prvi vstaji. Nanje do veliko vplivale razmere na ruski fronti in Napoleonov poraz. Ker je osma točka Bukareškega sporazuma omogočala rusko intervencijo, je Porta ukazala, da se v Srbijo čim prej pošlje dve veliki vojski, rumelijsko z vzhoda in bosansko z zahoda. Porta je bila pripravljena upor končati s pogajanji, ki ne bi preveč škodila osmanskim interesom. Z Milošem Obrenovićem sta se začela pogajati  Marašli Ali Paša in Kuršid Paša in 25. oktobra 1815 dosegla ustni sporazum. 
S sklenitvijo sporazuma so se boji končali, cilji vstajnikov, zastavljeni v letih 1804 in 1815, pa niso bili doseženi. Oborožen boj se je nadaljeval z  dolgotrajnimi diplomatskimi pogajanji s pomočjo Rusije. Osmansko cesarstvo je sporazum razumelo kot dokončen konec bojev in upora, za Miloša Obrenovića in upornike pa je sporazum predstavljal zgolj osnovo za nadaljnje širjenje privilegijev in izhodišče v nadaljnjem boju za dosego končnih ciljev upora - strmoglavljenje turške fevdalne oblasti in vzpostavitev lastne. 
Privilegiji, pridobljeni s sporazumom (vzpostavitev dvojne uprave, pobiranje davka s strani Srbov, zaščita pred zlorabami spahij in drugih turških uradnikov, imenovanje knezov po lastni volji, ustanovitev ljudskega urada v Beogradu ... ), so dali Srbom določeno samoupravo, ki je omogočila nadaljnji gospodarski družbeni in politični razvoj.

## Posledice
Po zmagi Rusije nad Osmanskim cesarstvom in sklenitvi Odrinskega mirovnega sporazuma leta 1828  je bilo rešeno tudi srbsko vprašanje. V letih 1830 in 1833 sta bila izdana dva posebna sultanova dekreta - hatišerifa, ki sta potrdili samoupravne pravice Kneževine Srbije. S posebnim dekretom iz leta 1833 so bile fevdalne obveznosti vključene v letni tribut, ki ga je Srbija plačevala Porti. S tem je bilo formalno rešeno agrarno vprašanje in izničeni fevdalni odnosi in turška oblast v Srbiji. 

## Vstaja v kulturi
Dogodki v drugi srbski vstaji so bili prikazani v televizijski seriji Vuk Karadžić. Bitka na Ravnjah in Milošev pogovor z Jakovom Nenadovićem sta bila prikazana v 5. epizodi. Miloševa predaja Turkom, posledice Hadži Prodanove vstaje, prikaz glave Stanoja Glavaša, obisk Skopljak-paše v Beogradu, Milošev odhod in upor v Takovi so bili prikazani v 7. delu. V isti epizodi je prikazana bitka pri Požarevcu, obleganje Valjeva brez boja, kjer se Miloš dogovori s Cukićem in Molerjem, bitka pri Dublji brez boja in Miloševo srečanje z Marašla Ali-pašo pri Ćupriji. Bitka pri Ljubiću, bitka pri Paležu, pa tudi Miloševo srečanje s Huršid pašo na Orlovem polju v seriji niso bile prikazane.  
V okviru praznovanja 200. obletnice druge srbske vstaje so v Zgodovinskem muzeju pripravili razstavo stripovskega avtorja Gorana Đukića Gorskega z naslovom "Tukaj sem, tukaj si ti, spomini kneza Miloša na drugo srbsko vstajo". Razstava prikazuje bitko na Ravnjah, Takovski upor, bitko pri Ljubiću, bitko pri Dublji in Milošev dogovor z Marašlijo. 